# Karl-Ove Berglund
Karl-Ove Berglund, född 8 september 1912 i Hangö, var en finländsk stadsdirektör.
Berglund, som var son till affärsmannen, vicekonsul Karl Alfred Berglund och Emilia Sofia Johansson, blev student 1930, avlade högre rättsexamen 1938 och blev vicehäradshövding 1947. Han var anställd vid Nordiska Föreningsbanken 1939, vid H. Lindblads advokatbyrå 1939–1941, vid Ab Transitotrafik i Rovaniemi 1941, tjänsteman vid drätselkontoret i Hangö 1941–1943, tillförordnad stadssekreterare 1943–1946, stadsfogde 1945–1948, innehade egen advokatbyrå 1948–1950 och stadsdirektör 1950–1975, allt i Hangö. Han var justitierådman där 1944–1945 och politierådman 1945–1946. Han representerade Svenska folkpartiet i Hangö stadsfullmäktige 1948–1950, var medlem av stadsstyrelsen från 1949 samt ordförande och sekreterare i talrika föreningar i Hangö.